# Teodorico Pedrini

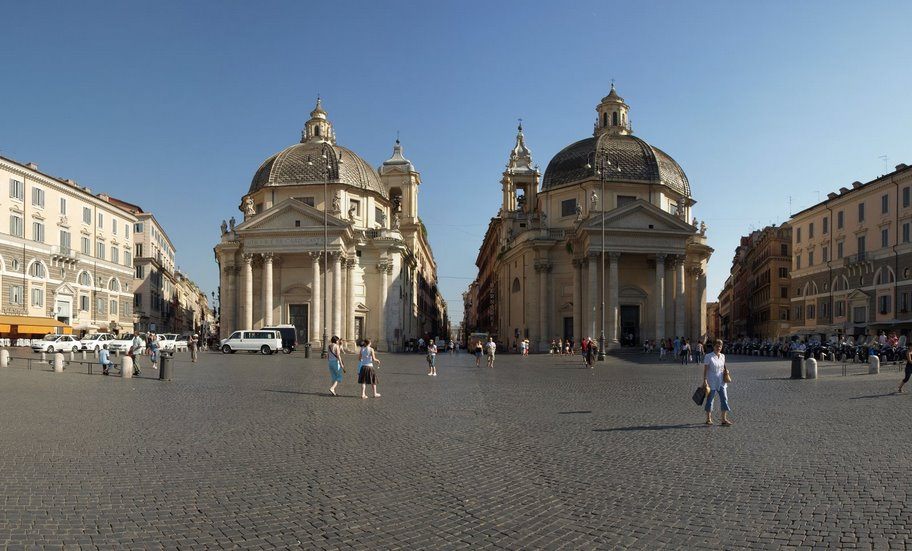
Fermo - Piazza del Popolo, vista dalla loggia del Palazzo degli studi

(estratto di lettera di Teodorico Pedrini al padre Giovanni Francesco Pedrini. Manila 6 luglio 1708)
Teodorico Pedrini (Fermo, 30 giugno 1671 – Pechino, 10 dicembre 1746) è stato un musicista, sacerdote e missionario italiano che visse a Pechino (Cina), ove aprì al culto la Chiesa cattolica di Xitang. Il suo nome in cinese è 德理格 Dé Lĭgé (Te Li-ko).

## Biografia
Teodorico Pedrini fu battezzato, con il nome di Paolo Filippo Teodorico, il 6 luglio 1671 nella parrocchia di San Michele Arcangelo, a Fermo.

### Famiglia

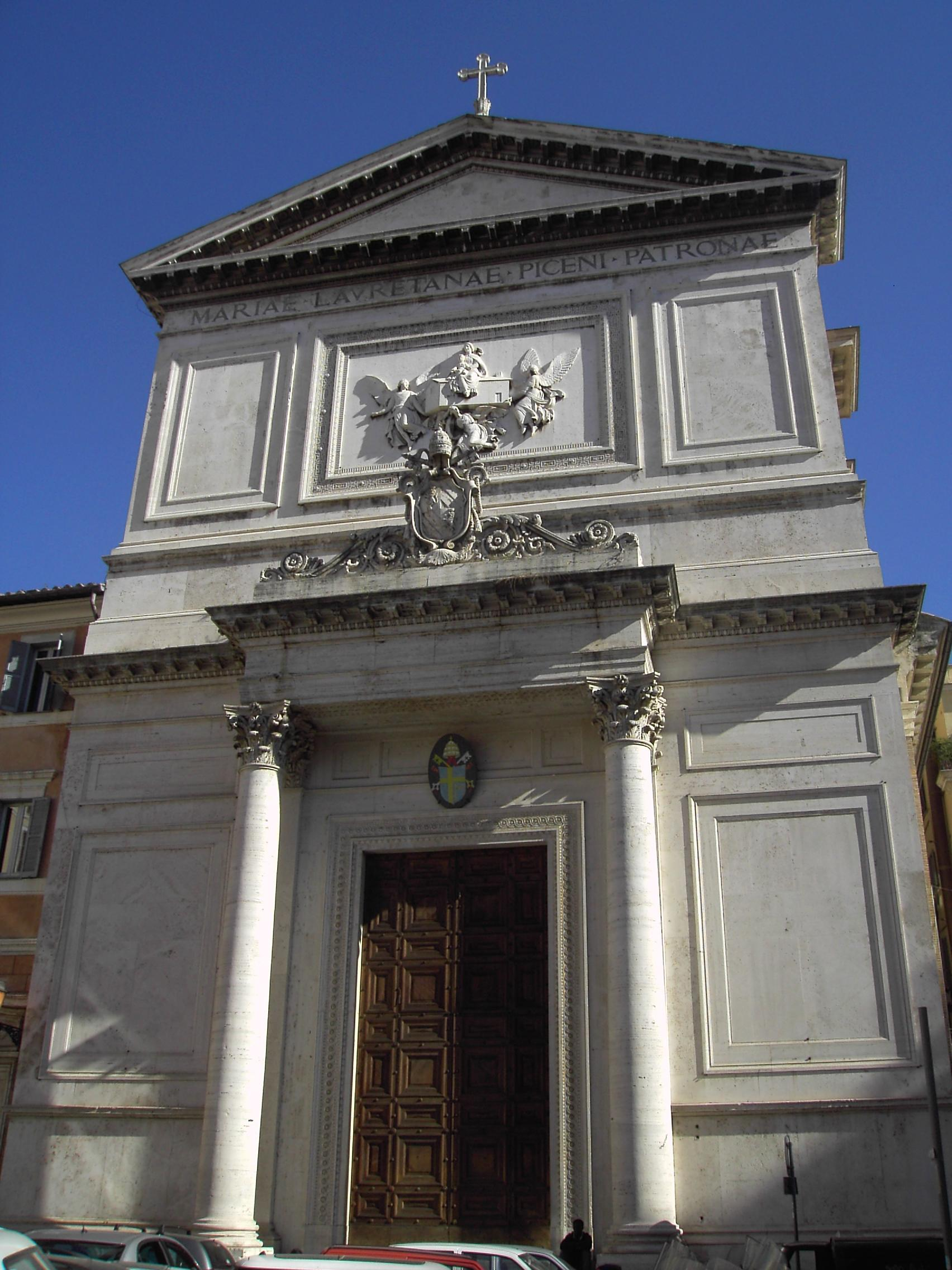
La chiesa di San Salvatore in Lauro, sede del Collegio Piceno (ora Pio Sodalizio dei Piceni)

Il padre, Giovanni Francesco Pedrini, fu il principale notaio a Fermo negli anni tra il 1669 e l'anno della sua morte, avvenuta nel 1707. Era nato a Servigliano il 5 febbraio 1630, ed aveva esercitato dal 1656 i primi due anni di attività notarile nel suo paese, cui seguirono circa dieci anni come cancelliere presso l'Uditore di Camera a Roma; sposò, il 23 gennaio 1670, Nicolosa Piccioni, nata a Fermo il 14 marzo 1650, figlia di un altro notaio, Giovanni Francesco Piccioni da Altidona. Pedrini è stato il prozìo del cardinale Domenico Spinucci.

### Gli studi a Fermo
Teodorico prese la Tonsura nel 1687 e gli Ordini minori nel 1690 a Fermo. Frequentò l'Università di Fermo, laureandosi in Utroque Iure il 26 giugno 1692.

### Prosecuzione degli studi a Roma

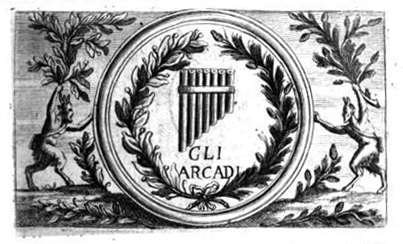
Stemma dell'Arcadia

Dal 16 novembre 1692 al 7 agosto 1697 fu convittore nel Collegio Piceno in Roma, oggi sede del Pio Sodalizio dei Piceni. Nel 1696 viene registrata la sua adesione all'Accademia dell'Arcadia, ove assume il nome di Dioro Taumasio.
Nel dicembre 1697 ricevette il suddiaconato e nel marzo 1698 fu ordinato dapprima diacono e due settimane dopo - la notte di Pasqua (29 marzo) - presbitero nella Basilica di San Giovanni in Laterano in Roma. Nel frattempo il 23 febbraio 1698 aveva aderito alla Congregazione della Missione di San Vincenzo de' Paoli (Vincenziani o Lazzaristi), e nel giugno dello stesso anno entrò a far parte della comunità lazzarista presso il complesso dei Santi Giovanni e Paolo al Celio in Roma, ove rimase fino al gennaio 1702, quando partì per la missione di Cina come inviato da Propaganda Fide, dopo aver incontrato papa Clemente XI, l'urbinate Giovanni Francesco Albani.

## La missione

### Il viaggio dall'Italia alla Cina
Il suo viaggio, iniziato da Roma il 12 gennaio 1702, fu lunghissimo, attraverso la via francigena, fino a Siena e Livorno, quindi per nave a Tolone, e poi a Parigi, dove era nunzio l'arcivescovo Filippo Antonio Gualterio. Benché selezionato per far parte della prima legazione papale del Patriarca Carlo Tommaso Maillard de Tournon, non riuscì ad incontrarlo e, dopo un anno e mezzo di permanenza a Parigi, il 26 dicembre 1703 partì con altri missionari da Saint-Malo su una nave francese diretta nell'America del sud, arrivando in Perù, dove fu bloccato per più di un anno. Arrivò in Messico nel 1705 e da lì nel 1707 riuscì a salpare da Acapulco sul Galeone di Manila, toccando le Isole Marianne con destinazione finale alle Isole Filippine, dove rimase, suo malgrado, per altri due anni. Dopo essersi riunito nel porto di Mariveles con alcuni missionari di Propaganda Fide, tra cui Matteo Ripa, giunse con loro a Macao nel gennaio 1710, appena in tempo per assistere alla morte di Tournon (8 giugno 1710), e da lì, su designazione dello stesso Tournon - che rispondeva alla richiesta dell'imperatore Kangxi di avere persone abili nella musica a corte - a Pechino nel febbraio 1711. 

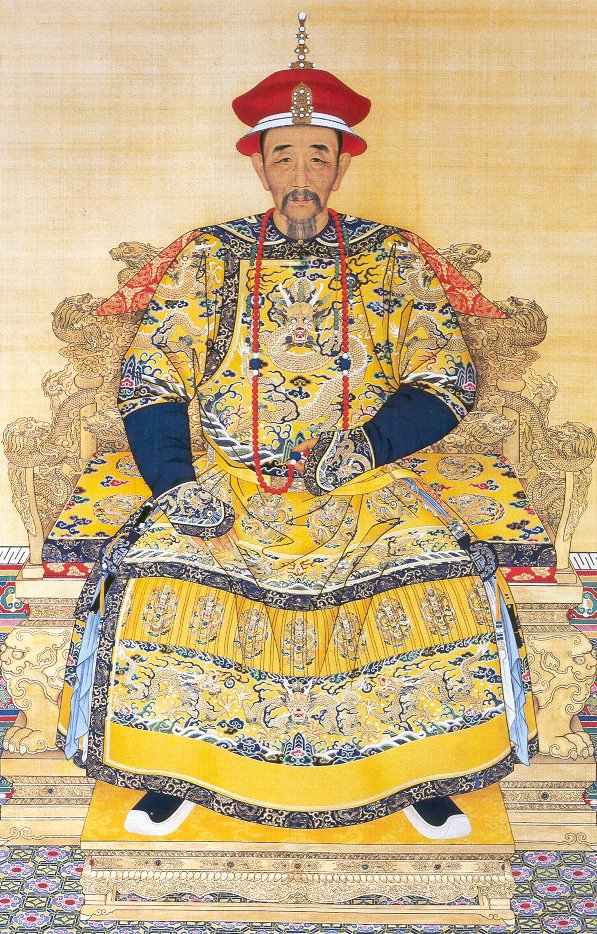
L'imperatore Kangxi

### L'arrivo a Pechino
Nel 1711, appena arrivato, fu subito ammesso alla corte imperiale in qualità di musicista, insieme al sacerdote Matteo Ripa in qualità di pittore ed incisore.

### Maestro di musica dei figli dell'imperatore Kangxi
Durante il periodo in cui Pedrini frequentò la corte, dal 1711 sino al marzo 1721, fu incaricato da Kangxi di insegnare musica all'imperatore stesso e ad alcuni dei suoi numerosissimi figli. Diventando precettore dei figli dell'imperatore, Pedrini acquisì grandi favori a corte ed il diritto di fregiarsi del titolo di docente presso la corte imperiale. Pedrini si occupò anche della costruzione e del restauro di strumenti musicali dell'Imperatore.
(Lettera di Teodorico Pedrini del 1727)

### La questione dei riti

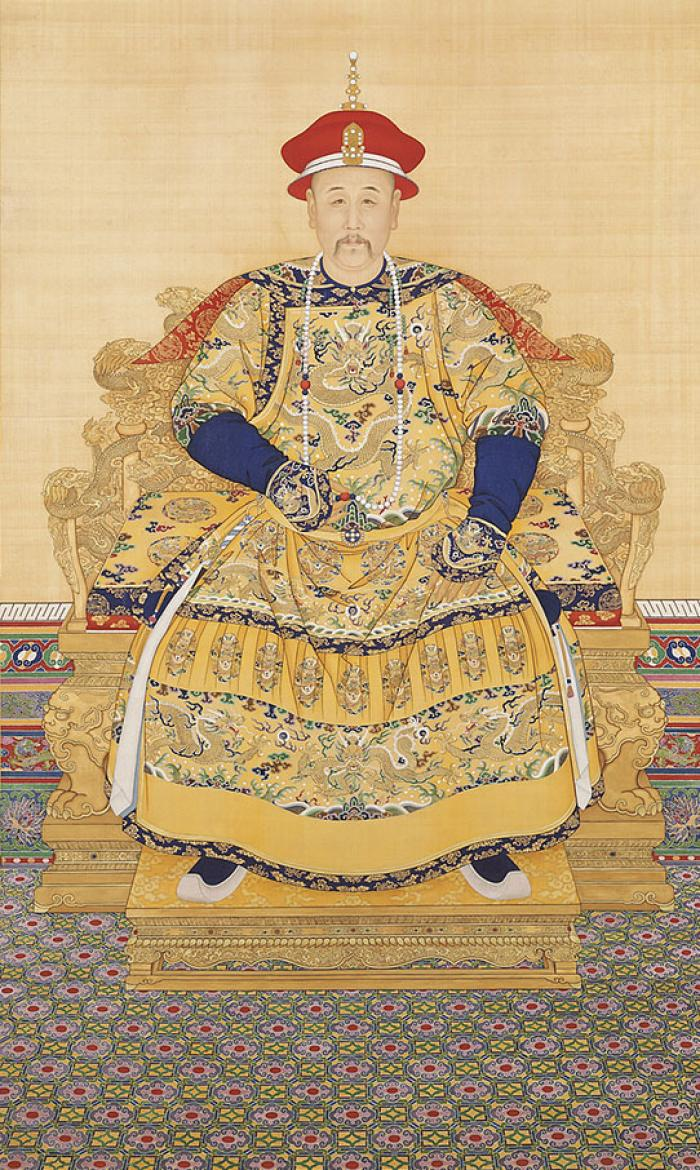
L'imperatore Yongzheng

Fu il primo missionario occidentale a parlare all'imperatore Kangxi del contenuto dei decreti papali in materia di riti cinesi; le sue relazioni riferiscono a Roma la reazione di pacifica tolleranza da parte di Kangxi verso le decisioni papali; questo gli procurò l'ostilità dei missionari gesuiti, che erano contrari a tali decreti. Questa divergenza di vedute fu il filo conduttore di tutta l'esperienza missionaria di Pedrini, che lo portò, tra alterne vicende, al drammatico episodio del 1721, quando, al termine della seconda legazione papale guidata da monsignor Carlo Ambrogio Mezzabarba, si rifiutò di firmare la relazione sugli eventi chiamata Diarium Mandarinorum, e fu per questo punito dall'imperatore e successivamente rinchiuso fino al 1723, nella casa dei gesuiti francesi di Pechino. 
La custodia forzata di Pedrini, che si concluse per l'intervento del nuovo imperatore Yongzheng nel febbraio 1723, fu causa di accese polemiche anche a Roma, negli anni a seguire, fino al 1730; polemiche che precedettero la definitiva condanna dei riti confuciani promulgata dalla Santa sede nel 1742. 

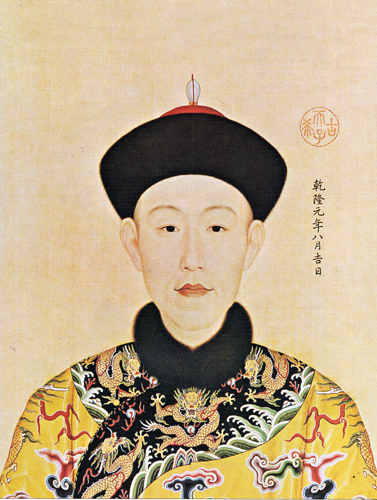
L'imperatore Qianlong nel primo anno del suo regno (1735)

### Gli ultimi anni
Verso la fine della sua vita Pedrini si riconciliò con i missionari gesuiti, senza mai rinnegare i principi di fedeltà alla Santa Sede, che gli avevano procurato tante avversità negli anni '10 e '20.
Teodorico Pedrini morì, senza aver mai fatto ritorno in Italia, alle 3 di notte del 10 dicembre 1746 nella sua residenza di Xitang e fu sepolto a Pechino, nel cimitero di Propaganda Fide, a spese dell'imperatore Qianlong.
La sua stele funeraria, presente a Pechino fino alla metà del secolo scorso, oggi non esiste più.

## Il rilievo di Pedrini
Teodorico Pedrini fu missionario in Cina dal 1710 al 1746, anno della sua morte. La figura di Pedrini acquista rilievo nella prima metà del XVIII secolo per due ordini di motivi.

### Per la storia della Chiesa

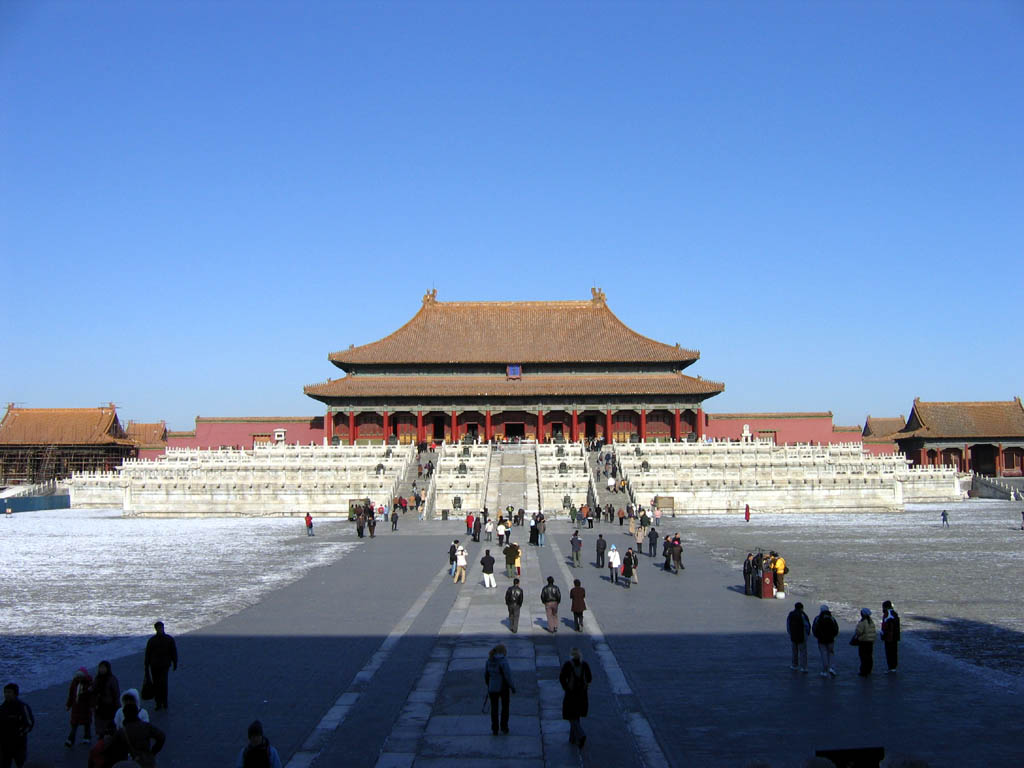
Pechino - Città proibita - La Sala della suprema armonia

Le vicende dottrinali che investirono la missione in Cina tra la fine del Seicento e la prima metà del Settecento, ebbero in Pedrini uno dei protagonisti. La cosiddetta Controversia dei Riti cinesi riguardò al modo di intendere la pratica religiosa cristiana, specialmente in rapporto alle pratiche cinesi di derivazione confuciana, che i gesuiti, sulla scia dell'insegnamento di Matteo Ricci (Macerata, 6 ottobre 1552 – Pechino, 11 maggio 1610), erano disposti a tollerare per i cristiani convertiti. Pedrini fu tra quei pochissimi missionari che in quel contesto rimasero sostenitori delle posizioni della Santa Sede, la quale ripetutamente aveva proibito (con le bolle Ex illa die nel 1715 e Ex quo singulari nel 1742) la commistione delle liturgie cristiane con le pratiche confuciane; e la fermezza delle sue posizioni gli procurò anche le bastonate e la prigione. Nel periodo più delicato della controversia, Pedrini fu il principale referente di Propaganda Fide a Pechino, ed in questa veste teneva frequenti contatti epistolari con Roma. 

#### Fondatore della Chiesa di Xitang
Nel 1723, Pedrini acquistò a Pechino una grande residenza sul viale Xīzhímén (西直門) - che conduce dalla Città proibita all'Antico Palazzo d'Estate, residenza della corte imperiale - aprendovi al culto subito dopo la Chiesa di Xitang (西堂), dedicata alla Madonna dei Sette Dolori, la prima chiesa non gesuitica di Pechino. La chiesa fu due volte distrutta (1811 e 1900) e due volte ricostruita (1867 e 1912), ed ancor oggi sorge sul medesimo luogo, intitolata alla Madonna del Monte Carmelo.
Pedrini negli anni successivi donerà questa residenza alla Congregazione di Propaganda Fide, da cui era stato inviato. Ancor oggi un'iscrizione nella parete interna della chiesa di Xitang ricorda a tutti i visitatori il nome del suo fondatore.

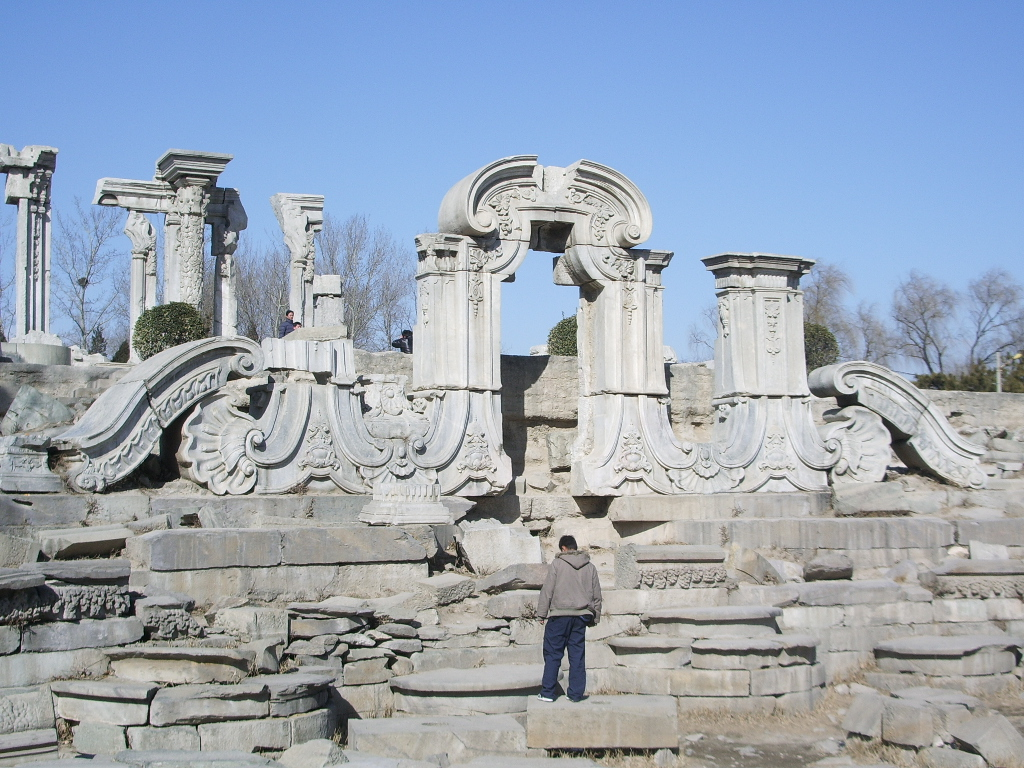
Pechino - Yuanmingyuan - Old Summer Palace (rovine)

### Per la storia della musica
Pedrini, oltre che sacerdote, era anche musicista; questa sua abilità lo aiutò dapprima ad essere ammesso alla corte imperiale cinese e quindi a propiziarsi i favori di tre imperatori sotto cui visse ed operò: Kangxi (1662-1722), Yongzheng (1722-1735) e Qianlong (1735-1796). In veste di musicista Pedrini fu insegnante di tre figli dell'imperatore Kangxi, costruì strumenti musicali e riparò quelli esistenti a corte.

#### Coautore di un trattato di teoria musicale
Fu inoltre coautore, insieme al predecessore Tomas Pereira, gesuita portoghese, del primo trattato di teoria musicale occidentale pubblicato in Cina: il LǜlǚZhèngyì-Xùbiān (律呂正義續編 - 1714), in seguito confluito nella monumentale opera enciclopedica, denominata Siku Quanshu, pubblicata integralmente nel 1781.

#### Compositore di musica barocca
Oltre a questo, Pedrini è autore delle uniche composizioni di musica occidentale conosciute in Cina nel XVIII secolo, le “Dodici Sonate a Violino Solo col Basso del Nepridi – Opera Terza”, il cui manoscritto originale è tutt'oggi conservato nella Biblioteca nazionale della Cina. Le musiche di Pedrini sono state incise nel 1996 dal gruppo francese XVIII-21 Musique des Lumières (ora XVIII-21 Le Baroque Nomade), diretto da Jean-Christophe Frisch, con il titolo Concert Baroque à la Cité Interdite (CD ed. Audivis Astrée E 8609). Le musiche originali di Pedrini sono state incise, con il titolo "Sonate" (CD ed. ORF 3122 LC 11428), anche dall'Ensemble Sirocco, duo formato dalla belga Nathalie Houtman al flauto dolce e dal francese Raphaël Collignon al clavicembalo. Recentemente è stato pubblicato per Naxos un nuovo cd sulle musiche di Pedrini, contenente l'esecuzione integrale di tutte le Dodici Sonate, nella loro versione originale con violino, suonato da Nancy Wilson, e clavicembalo, suonato da Joyce Lindorff.

## Posizione di Pedrini nei rapporti culturali tra Occidente e Oriente
La redazione del trattato di teoria musicale, unitamente alle composizioni musicali rimaste in Cina, pone storicamente Teodorico Pedrini tra i principali artefici dell'introduzione della musica occidentale in Cina.

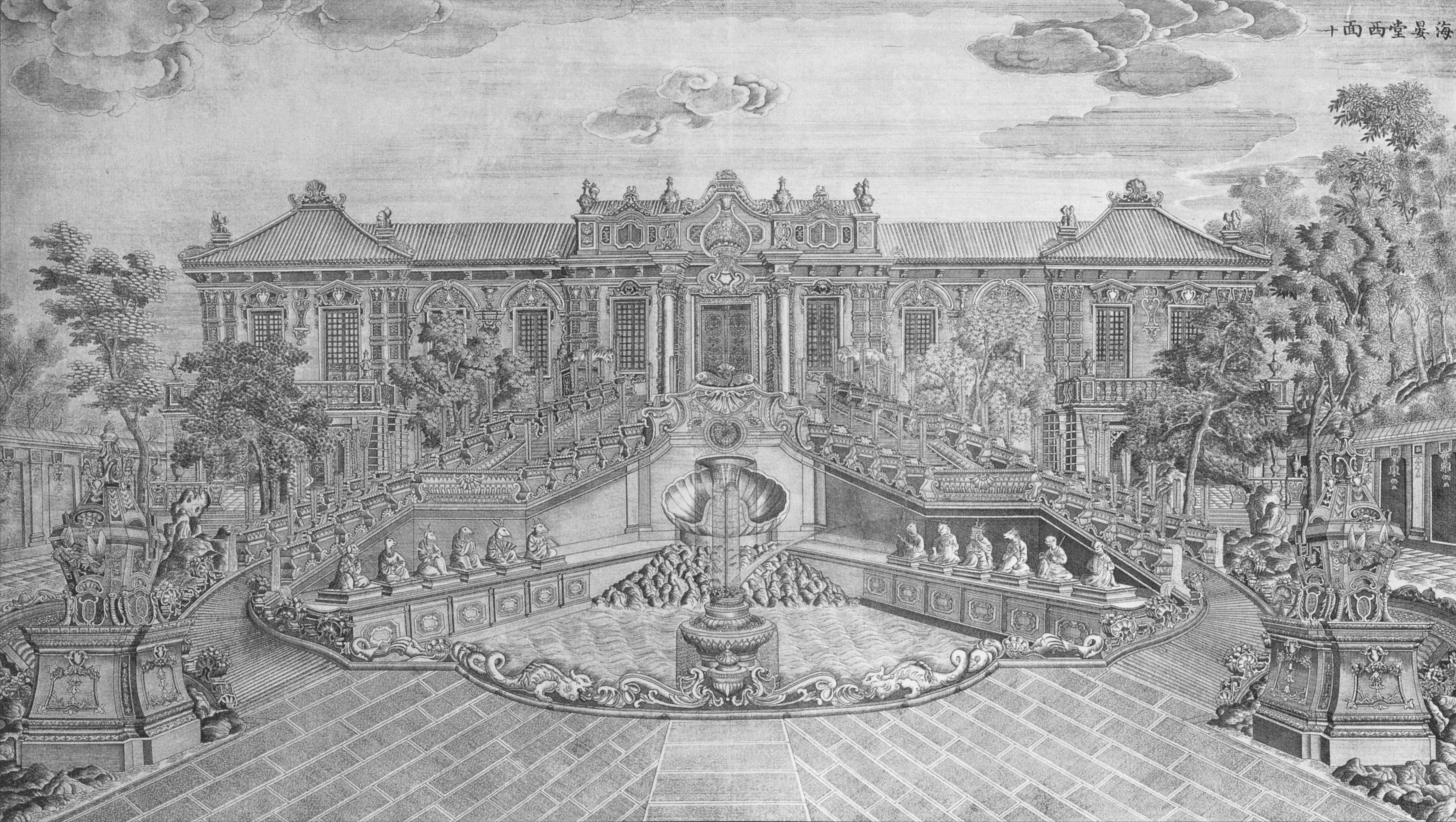
Pechino - Yuanmingyuan - Old Summer Palace (riproduzione dell'epoca)

## Nota bibliografica
- Teodorico Pedrini, “Son mandato à Cina, à Cina vado – Lettere dalla Missione 1702 – 1744”, a cura di Fabio G. Galeffi e Gabriele Tarsetti, prefazione di Francesco D’Arelli, Macerata, Quodlibet, 2018, Collana Orienti, n. 3, diretta da Giorgio Trentin
- Galeffi F. G. e Tarsetti G., “I rapporti tra Carlo Orazi da Castorano e Teodorico Pedrini di Fermo”, in Carlo da Castorano, un sinologo francescano tra Roma e Pechino, a cura di Isabella Doniselli Eramo, Atti del convegno “Padre Carlo da Castorano – tra Pechino e Roma”, organizzato dalla Associazione Culturale “Padre Carlo Orazi”, 26-27 ottobre 2012, Luni Editrice, Biblioteca ICOO, Milano, 2017, pp. 218–240
- Galeffi F. G. e Tarsetti G., "Teodorico Pedrini at the Kangxi court: a milestone in the development of the cultural relations between Italy and China", in “Italy and China: Centuries of Dialogue”, Atti della Conferenza Internazionale tenuta al Dipartimento di Studi Italiani, Università di Toronto (Ontario, Canada, 7-9 Aprile 2016), Franco Cesati Editore, Firenze, 2017, pp. 139-154
- Galeffi F. G. e Tarsetti G., “Teodorico Pedrini: un musicista fermano in Cina nel Settecento”, in “Marca Marche”, Rivista di Storia Regionale, n.6-2016, Andrea Livi ed., Fermo, pp. 76–93.
- Galeffi F. G. e Tarsetti G.,  "… mariner, musician and missionary, and true priest always…- Teodorico Pedrini's life in Xitang”, Atti del “11th International Symposium, History of the Church in China, From its beginning to the Scheut Fathers and 20th Century”, a cura del Verbiest Institute, Katholieke Universiteit Leuven, 4-7 settembre 2012. Leuven Chinese Studies XXIX, Verbiest Institute ed., Leuven, 2015.
- Allsop P. e Lindorff J., Teodorico Pedrini: The Music and Letters of an 18th-century Missionary in China, in Vincentian Heritage, n. 27:2(2008)
- Allsop P. e Lindorff J., Da Fermo alla corte imperiale della Cina: Teodorico Pedrini, musico e missionario apostolico, in Rivista Italiana di Musicologia, Volume XLII, 2007/I, ed. Leo S. Olschki, Firenze 2009
- J. Baudouin, Il mandarino bianco, Milano, Rizzoli, 2000.[12]
- G. P. Brizzi, L'Antica Università di Fermo, Fermo, 2001.
- G. Di Fiore, La Legazione Mezzabarba in Cina (1720-1721), Napoli, 1989.
- A.-B. Duvigneau, Teodorico Pedrini, Prete della missione, Musico alla corte imperiale di Pechino, Roma, 1946.
- Galeffi F. G. e Tarsetti G., Teodorico Pedrini e la Missione di Cina, in La Voce delle Marche, supplemento al n. 1 del 13 gennaio 2006
- Galeffi F. G. e Tarsetti G., Teodorico Pedrini nei documenti degli archivi dell'Arcidiocesi di Fermo, in Quaderni dell'Archivio Storico Arcivescovile di Fermo, Anno XXII, n. 44, Dicembre 2007
- Galeffi F. G. e Tarsetti G., Le ultime volontà di Eraclito Pedrini (1673-1766) Priore di San Michele Arcangelo, in Quaderni dell'Archivio Storico Arcivescovile di Fermo, Anno XXIII, n. 47, Giugno 2009, pp. 47–64.
- Galeffi F. G. e Tarsetti G., Teodorico Pedrini, un fermano tra la Santa Sede e l'Impero di Cina, in Quaderni dell'Archivio Storico Arcivescovile di Fermo, Anno XXIV, n.48, Febbraio 2010, pp. 103–118.
- Galeffi F. G. e Tarsetti G., I Lazzaristi a Fermo e Teodorico Pedrini, in Ordini e congregazioni religiose dal Concilio di Trento alla soppressione napoleonica, Atti del XLIV Convegno di Studi Maceratesi, Abbadia di Fiastra (Tolentino) 22-23 novembre 2008, Macerata, Centro Studi Storici Maceratesi, Dicembre 2010, pp. 597–651
- Galeffi F. G. e Tarsetti G., Documenti inediti di Teodorico Pedrini sulla controversia dei riti cinesi in "Humanitas. Attualità di Matteo Ricci. Testi, fortuna, interpretazioni" (a cura di Filippo Mignini), Macerata, Quodlibet, 2012.
- Galeffi F. G. e Tarsetti G., Teodorico Pedrini e la musica come strumento di missione, in "La musica dei semplici", Roma, Viella, 2012, pp. 409–430. http://www.viella.it/libro/724
- Galeffi F. G. e Tarsetti G., The missionary Teodorico Pedrini (Fermo, 1671 - Beijing, 1746): from the University of Fermo to the Imperial court, in "The education of the doctor during the Early Modern Period (from the Sixteenth century until the Eighteenth century)", Atti della 38a Tornata degli Studi Storici dell'Arte Medica e della Scienza, Fermo, Marche, 20-22 maggio 2010, a cura di Roberto Sani e Fabiola Zurlini, Macerata, EUM Edizioni Università di Macerata, 2013, pp. 325–354. https://web.archive.org/web/20131029200047/http://eum.unimc.it/catalogo/catalogo-2012/la-formazione-del-medico-in-eta-moderna-secc.-xvi
- Gild G., The Introduction of European Musical Theory during the Early Qing Dynasty. The achievements of Thomas Pereira and Theodorico Pedrini, in Monumenta Serica Monograph Series XXXV/2, Sankt Augustin, 1998
- Gimm M., Teodorico Pedrini, in Die Musik in Geschichte und Gegenwart, vol. 13, Kassel, 2005
- Genesi M.- G.,"La Musica al Collegio Alberoni di Piacenza-Compositori Vincenziani e pratiche esecutive dal 1750 al 1950", Piacenza, Studio ETRE di M.Tambrino, 2010, pp. 160
- Lindorff J., Teodorico Pedrini, in The New Grove Dictionary of Music and Musicians, London, 2001
- Matteo Ripa, Giornale (1705-1724) vol I-II, Napoli, 1991-1996. testo critico, note e appendice documentaria di Michele Fatica
- A. Sisto Rosso, Apostolic Legations to China of the eighteenth century, South Pasadena, P. D. and Ione Perkins, 1948.
- Tassi E., Teodorico Pedrini Missionario fermano alla corte imperiale cinese, in Quaderni dell'Archivio Storico Arcivescovile di Fermo, Anno XX, n. 39 (giugno 2005)[13]
- S. Viani, Istoria delle cose operate nella China da Monsignor Gio. Ambrogio Mezzabarba Patriarca d'Alessandria, Legato Appostolico in quell'Impero, e di presente Vescovo di Lodi, Parigi, 1739.[14]
- L. Von Pastor, Storia dei Papi Vol. XV, Dall'elezione di Clemente XI sino alla morte di Clemente XII (1700-1740), Roma, 1962.